# Ege Kökenli
Ege Kökenli (* 20. März 1993 in Kırklareli) ist eine türkische Schauspielerin.

## Leben und Karriere
Kökenli wurde am 20. März 1993 in Kırklareli geboren. Sie studierte an der Haliç Üniversitesi. Danach setzte sie ihr Studium an der İstanbul Bilgi Üniversitesi fort. Ihr Debüt gab sie 2004 in der Fernsehserie En İyi Arkadaşım. Außerdem spielte sie in den Serien Anadolu Kaplanı, Yahşi Cazibe, Öğretmen Kemal, Çalıkuşu, Çiçek, Asla Vazgeçmem, Güneşin Kızları und Kalp Atışı mit. Unter anderem trat sie 2021 in Doğu auf. 2022 bekam sie in Duy Beni die Hauptrolle. Im selben Jahr heiratete sie Lior Ahituv.

## Filmografie
Filme
- 2014: Karanliktan Sonra
- 2017: Taksim Hold'em
- 2019: Aykut Enişte
- 2020: Son Şaka
- 2022: Obsesyon

Serien
- 2004–2007: En İyi Arkadaşım
- 2006: Anadolu Kaplanı
- 2010: Öğretmen Kemal
- 2011–2012: Yahşi Cazibe
- 2013: Çalıkuşu
- 2014: Çiçek
- 2015: Güneşin Kızları
- 2015–2016: Asla Vazgeçmem
- 2017: Kalp Atışı
- 2019: Yasak Elma
- 2019: Benim Tatlı Yalanım
- 2020–2021: Kefaret
- 2021: Menajerimi Ara
- 2021: Doğu
- 2022: Duy Beni